# Agilberto de Narbona
Agilberto é o primeiro vidama de Narbona, cujo nome é conhecido e a existência não é duvidosa. Seu registro ocorre em março de 821, quando foi enviado para Narbona como representante de alguém desconhecido. Se sabe que fez reuniões dentro de uma igreja situada no interior dos muros da cidade capital. Um documento de 5 de dezembro de 791-792 registra outro vidama, mas cujo nome não é conhecido. A Grande Enciclopédia Catalã atesta outro vidama anterior, de nome Quixila, mas de existência duvidosa. O sucessor conhecido de Agilberto foi Estêvão.